# (8628) 1981 EX21
(8628) 1981 EX21 (1981 EX21, 1987 QP) — астероїд головного поясу, відкритий 2 березня 1981 року.
Тіссеранів параметр щодо Юпітера — 3,330.